# Willy Burgeon
Willy D.C. Burgeon (ur. 11 stycznia 1940 w Haine-Saint-Pierre) – belgijski polityk i samorządowiec, parlamentarzysta, w latach 1988–1995 przewodniczący Rady Regionu Walońskiego.

## Życiorys
W 1962 ukończył studia pierwszego stopnia z finansów i handlu na Uniwersytecie w Mons. Pracował jako nauczyciel ekonomii w szkole w Charleroi, następnie od 1969 do 1971 był wicedyrektorem uniwersytetu robotniczego w tym mieście. Zaangażował się w działalności Partii Socjalistycznej. Od 1970 radny, a od 1971 członek władz miejskich Haine-Saint-Pierre. Po włączeniu go w granice Leval-Trahegnies (gmina Binche) od 1977 do 2000 pozostawał członkiem tamtejszych władz miejskich, a do 2006 radnym. W latach 1971–1995 zasiadał w Izbie Reprezentantów. Jako parlamentarzysta oddelegowany do Rady Regionu Walońskiego (w 1995 przekształconej w Parlament Waloński). W jego ramach był od 1983 sekretarzem, a następnie od 1988 do 1995 przewodniczącym. W 1995 został po raz pierwszy wybrany do tego gremium w wyborach bezpośrednich. W 2000 pozbawiony funkcji partyjnych po kontrowersyjnej wizycie w Korei Północnej.
Publikował krótkie opowiadania w języku walońskim, działał także w organizacjach pozarządowych (m.in. jako szef stowarzyszenia miast Walonii). W 2008 wypowiadał się jako zwolennik włączenia Walonii w granice Francji.

## Odznaczenia
Odznaczony Orderem Leopolda II klasy.